# Natourcriterium Roeselare 2022
De 12e editie van de Belgische wielerwedstrijd het Criterium van Roeselare werd verreden op 26 juli 2022. De start en finish vonden plaats in Roeselare. De winnaar was Yves Lampaert, gevolgd door Wout Van Aert en Tom Pidcock.

## Uitslag
| Natourcriterium Roeselare 2022 |                          |                            |            |
| Plaats                         | Naam                     | Ploeg                      | Tijd       |
| Winnaar                        | Yves Lampaert            | Quick Step-Alpha Vinyl     | 1u 39' 00" |
| 2                              | Wout Van Aert            | Team Jumbo-Visma           | z.t.       |
| 3                              | Tom Pidcock              | Team INEOS Grenadiers      | z.t.       |
| 4                              | Tiesj Benoot             | Team Jumbo-Visma           | z.t.       |
| 5                              | Guillaume Van Keirsbulck | Alpecin-Fenix              | z.t.       |
| 6                              | Jelle Wallays            | Cofidis, Solutions Crédits | z.t.       |
| 7                              | Christophe Noppe         | Arkéa-Samsic               | z.t.       |
| 8                              | Arne Marit               | Sport Vlaanderen-Baloise   | z.t.       |
| 9                              | Sasha Weemaes            | Sport Vlaanderen-Baloise   | z.t.       |
| 10                             | Tom Devriendt            | Intermarché-Circus-Wanty   | z.t.       |

2010 · 2011 · 2012 · 2013 · 2014 · 2015 · 2016 · 2017 · 2018 · 2019 · 2020 · 2021 · 2022